# مونکفوش
مونکفوش (به سوئدی: Munkfors) یک منطقهٔ مسکونی در سوئد است که در بخش مونکفوش واقع شده‌است. مونکفوش ۷٫۳۱ کیلومتر مربع مساحت و ۳٬۰۵۴ نفر جمعیت دارد.